# Daihatsu Move Conte

La Daihatsu Move Conte est une keijidosha (ou K-car) à 5 portes et 4 places, sortie en septembre 2008 sur le marché japonais.
Comme son nom l'indique, elle dérive techniquement du Move, mais avec une carrosserie qui lui est spécifique.
Cette Move Conte est un peu la réponse à l'Alto Lapin de Suzuki. Les deux constructeurs sont en effet de farouches concurrents sur le marché de la keijidosha au Japon. Ainsi, Suzuki s'était de son côté inspiré du Tanto pour réaliser la Palette.
La carrière la Move Conte est sans histoire mais plutôt honnête. En 2010, 43 700 Japonais ont craqué pour elle. Ce qui témoignait certes d'un repli déjà important par rapport à 2009 (- 28 %) mais plaçait cette Daihatsu devant l'Alto Lapin concurrente pour la deuxième année de suite. La Move Conte était à la 31e place du marché japonais en 2010.
Depuis septembre 2011, la Move Conte est également vendue chez Toyota sous l'appellation Pixis Space. Il s'agit de la première keijidosha intégrant la gamme Toyota.